# De l'Amour en Autistan
De l'amour en Autistan est un roman inspiré de faits réels, écrit par Josef Schovanec, paru le 5 novembre 2015 aux éditions Plon.

## Résumé
Ce livre met en scène « la vie intérieure des gens autistes », en abordant à la fois l'amour physique, et celui du savoir et des livres. Il ne s'agit pas tout à fait d'un roman, car il est inspiré de personnes que l'auteur a réellement rencontrées,. Il met en scène cinq parcours de vie inspirés de faits réels, et explore les difficultés qu'ont les gens autistes à trouver une place dans la société. Chaque personnage s'exprime d'une façon différente, qui lui est propre.

## Contexte
Josef Schovanec explique, lors d'une interview au Journal de 13 heures sur France 2, avoir écrit ce livre pour combattre les préjugés relatifs à la « stérilité » des émotions des personnes autistes. L'auteur a mis volontairement en scène une majorité de personnages féminins par provocation, afin de lutter contre l'oubli de l'autisme au féminin,,. Il témoigne aussi n'avoir jamais expérimenté le sentiment amoureux, la rédaction de ce livre étant vécue pour lui comme un défi.

## Éditions
Le grand format est paru le 5 novembre 2015 aux éditions Plon ; une édition du Grand Livre du mois paraît la même année. Une version de poche revue et augmentée est sortie chez Pocket un an plus tard.

## Analyse
Cet ouvrage met en scène l'« Autistan », pays imaginaire des gens autistes, inventé par Josef Schovanec par analogie avec les noms de pays d'Asie centrale,. Il comporte de nombreux passages d'humour, en raison de la cocasserie que peuvent revêtir certains comportements des personnes autistes. Lorsque les personnages du livre sont submergés par des émotions, leur réaction classique est de prendre la fuite : interrogé à ce sujet sur France 5, Josef Schovanec explique qu'il s'enfuit régulièrement lorsqu'il est confronté à une situation qui lui est inconnue.
Josef Schovanec insiste aussi sur la difficulté du parcours des adultes autistes, quel que soit leur niveau de diplôme.

## Réception
Dans Lien social, Jacques Trémintin livre une critique élogieuse, qualifiant ce livre de « petit bijou émouvant et didactique ».
Christilla Pellé-Douël, dans Psychologies magazine, parle d'un « résultat irrésistible ».